# Belviso Barbellino
Belviso Barbellino este o arie protejată (arie de protecție specială avifaunistică — SPA) din Italia întinsă pe o suprafață de 1.944 ha, integral pe uscat.

## Localizare
Centrul sitului Belviso Barbellino este situat la coordonatele 46°04′38″N 10°03′26″E / 46.077259°N 10.057279°E.

## Înființare
Situl Belviso Barbellino a fost declarat arie de protecție specială avifaunistică în aprilie 2005 pentru a proteja 23 de specii de animale.

## Biodiversitate
Situată în ecoregiunea alpină, aria protejată conține 10 habitate naturale: Ghețari permanenți, Pajiști alpine și boreale, Păduri alpine de Larix decidua și/sau Pinus cembra, Formațiuni ierboase bogate în specii de Nardus, dezvoltate pe substraturi silicioase în zone montane (și în zone submontane, în Europa continentală), Râuri de munte și vegetația erbacee de pe malurile acestora, Liziere de ierburi înalte hidrofile de câmpie și de nivel montan până la alpin, Mlaștini turboase de tranziție și turbării mișcătoare, Grohotișuri silicioase de la nivelul montan până la nivelul zăpezii (Androsacetalia alpinae și Galeopsietalia ladani), Pante stâncoase silicioase cu vegetație casmofită, Pajiști boreale și alpine pe substrat silicios.
La baza desemnării sitului se află mai multe specii protejate:
- păsări (22): potârnichea de stâncă (Alectoris graeca saxatilis), fâsă de pădure (Anthus spinoletta), fâsă de pădure (Anthus trivialis), acvilă de munte (Aquila chrysaetos), buha (Bubo bubo), mierla de apă (Cinclus cinclus), Lagopus muta helvetica, Lyrurus tetrix tetrix, mierlă de piatră (Monticola saxatilis), cinghiță alpină (Montifringilla nivalis), codobatură galbenă (Motacilla alba), codobatură de munte (Motacilla cinerea), pietrar sur (Oenanthe oenanthe), codroș de munte (Phoenicurus ochruros), Prunella collaris, Ptyonoprogne rupestris, stăncuță alpină (Pyrrhocorax graculus), mărăcinar (Saxicola rubetra), Tachymarptis melba, fluturașul de stâncă (Tichodroma muraria), pănțărușul (Troglodytes troglodytes), mierlă gulerată (Turdus torquatus)
- nevertebrate (1): rădașcă (Lucanus cervus)

Pe lângă speciile protejate, pe teritoriul sitului au mai fost identificate 35 de specii de plante, 1 specie de amfibieni, 9 specii de mamifere, 3 specii de nevertebrate, 3 specii de reptile.